# George Baiculescu

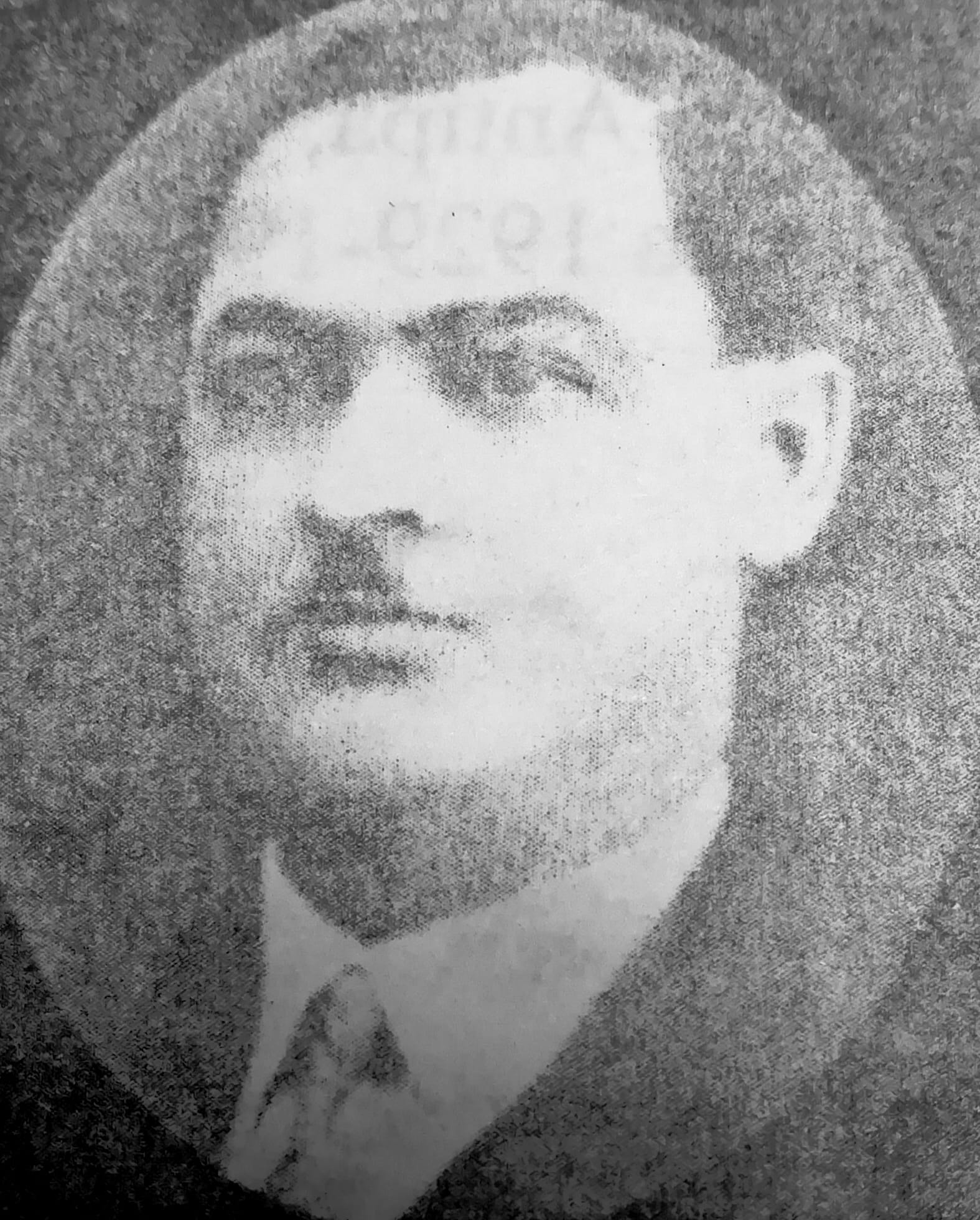
bibliograf

George Baiculescu (n. 1 aprilie 1900, satul Rubla, com. Bălțați, jud. Buzău - m. 6 septembrie 1972, București), istoric și critic literar, publicist, editor.

## Biografie
George Baiculescu s-a născut la 1 aprilie 1900, în satul Rubla, comuna Valea Râmnicului (Bălțați), județul Buzău și a murit la 6 septembrie 1972, la București. A fost fiul lui Pavel Baiculescu, învățător, și al Mariei (n. Ștefănescu).

### Educație
A frecventat școala primară în satul natal și în Râmnicu-Sărat, apoi a urmat liceul tot la Râmnicu-Sărat. În 1925 a absolvit Facultatea de Litere și Filosofie la București.

### Activitatea profesională
A lucrat la Biblioteca Academiei Române, unde a deținut funcțiile de bibliotecar (1922-1941), din 1951 până în 1964 este șef al serviciului bibliografic, numele său fiind legat de principalele realizări ale instituției din acea vreme. 

### Activitatea literară
George Baiculescu a debutat poetic în Liga Deșteptarea în anul 1916, iar debutul editorial s-a realizat cu antologia de poezie populară Cântece de dragoste din toate ținuturile locuite de români, apărută în anul 1924. A condus revista Zori de zi (Râmnicu Sărat,1920). A fost redactor intern la Propilee literare, redactor extern la Adevărul literar și Călăuza bibliotecarului.
A colaborat la publicații precum: Universul literar, Convorbiri literare, Gândirea, Adevărul literar și artistic, Rampa, Cele trei Crișuri, Flacăra, Ramuri, Năzuința, Adevărul, Mișcarea literară, Viața literară, Societatea de mâine, Falanga, Ritmul vremii, Neamul românesc, Universul, Dimineața, Revista Fundațiilor Regale, Contemporanul. A făcut parte din mișcarea cultural-politică internațională „Clarte”, condusă de Henri Barbusse și Romain Rolland.
George Baiculescu a continuat, urmând tradiția lui Ioan Bianu, marile repertorii bibliografice, instrumente de documentare națională, fiind concomitent editor și istoric literar (Drama istorică în teatrul lui Vasile Alecsandri, 1937; Ioan Eliade-Rădulescu, 1939; Nicolae Filimon, inițiatorul romanului românesc, 1940 etc.).
A publicat atât sub numele real, cât și folosind pseudonime ca G. B., Radu Buzescu sau George Freamăt.

## Opera
- Cântece de dragoste din toate ținuturile locuite de români, Cluj, 1924;
- Biblioteca Academiei Române. Creșterea colecțiunilor. 1916-1919, București, 1929;
- Biblioteca Academiei Române. Buletin bibliografic lunar, București, 1932;
- Teatrul românesc acum o sută de ani, în colaborare cu I. Massoff, pref. de P.I. Prodan, București, 1935;
- Drama istorică în teatrul lui Vasile Alecsandri, Craiova, 1937;
- Ioan Eliade-Rădulescu. Omul și opera, București, 1939;
- Horațiu în literatura română, București, 1939;
- Nicolae Filimon, inițiatorulromanului românesc, București, 1940;
- Bibliografia scrierilor lui N. Bălcescu, în volumul Articole și referate despre N. Bălcescu, în colab.;
- Marx, Engels, în literatura română, în colab., București, 1956;
- P. Poni. Biobibliografie, în colab., București, 1957;
- Vasile Pârvan. biobibliografie, în colab., București, 1957;
- Echos ibériques et hispano-americains en Roumanie. Bibliographie littéraire sélective, în colab., București, 1959;
- Tchékhov en Roumanie, 1895-1960. Bibliographie littéraire sélective, în colab., București, 1960;
- Istoricul bibliotecii Academiei Republicii Socialiste România. 1867-1967, București, 1968;
- Publicațiile periodice românești (Ziare, gazete, reviste), II Catalog alfabetic: 1907-1918. Supliment: 1790-1906, în colab., București, 1969.